# Atletismo nos Jogos Pan-Americanos de 1979 - Salto em distância feminino
A prova do salto em distância feminino nos Jogos Pan-Americanos de 1979 foi realizada em San Juan, Porto Rico.

## Medalhistas
| Ouro                              | Prata                  | Bronze                      |
| Kathy McMillan USA Estados Unidos | Ana Alexander CUB Cuba | Eloina Hechavarría CUB Cuba |

## Resultados
| Posição           | Nome               | Nacionalidade      | Marca | Notas |
| ----------------- | ------------------ | ------------------ | ----- | ----- |
| Medalha de ouro   | Kathy McMillan     | USA Estados Unidos | 6.46  |       |
| Medalha de prata  | Ana Alexander      | CUB Cuba           | 6.31  |       |
| Medalha de bronze | Eloina Hechavarría | CUB Cuba           | 6.27  |       |
| 4                 | Diane Konihowski   | CAN Canadá         | 6.10  |       |
| 5                 | Jane Frederick     | USA Estados Unidos | 6.10  |       |
| 6                 | Shonel Ferguson    | BAH Bahamas        | 6.07  |       |
| 7                 | Madeline de Jesús  | PUR Porto Rico     | 5.88  |       |
| 8                 | Jill Ross          | CAN Canadá         | 5.85  |       |